# Saint-Mars-sur-la-Futaie
Saint-Mars-sur-la-Futaie ist eine französische Gemeinde mit 521 Einwohnern (Stand: 1. Januar 2022) im Département Mayenne in der Region Pays de la Loire. Sie gehört zum Arrondissement Mayenne und zum Kanton Gorron. 

## Geographie
Saint-Mars-sur-la-Futaie liegt an der Futaie, etwa 44 Kilometer nordnordwestlich von Laval. Umgeben wird Saint-Mars-sur-la-Futaie von den Nachbargemeinden Landivy im Norden, La Dorée im Nordosten und Osten, Saint-Berthevin-la-Tannière im Osten und Südosten, Montaudin im Süden, Saint-Ellier-du-Maine im Süden und Südwesten sowie Pontmain im Westen.

## Bevölkerungsentwicklung
| Jahr                       | 1962 | 1968 | 1975 | 1982 | 1990 | 1999 | 2006 | 2019 |
| Einwohner                  | 923  | 842  | 721  | 702  | 684  | 623  | 627  | 519  |
| Quellen: Cassini und INSEE |      |      |      |      |      |      |      |      |

## Sehenswürdigkeiten
- Allée couverte von La Louvetière
- Kirche Saint-Médard aus dem 19. Jahrhundert
- Priorat Saint-Médard, Monument historique
- Alter Weißdorn

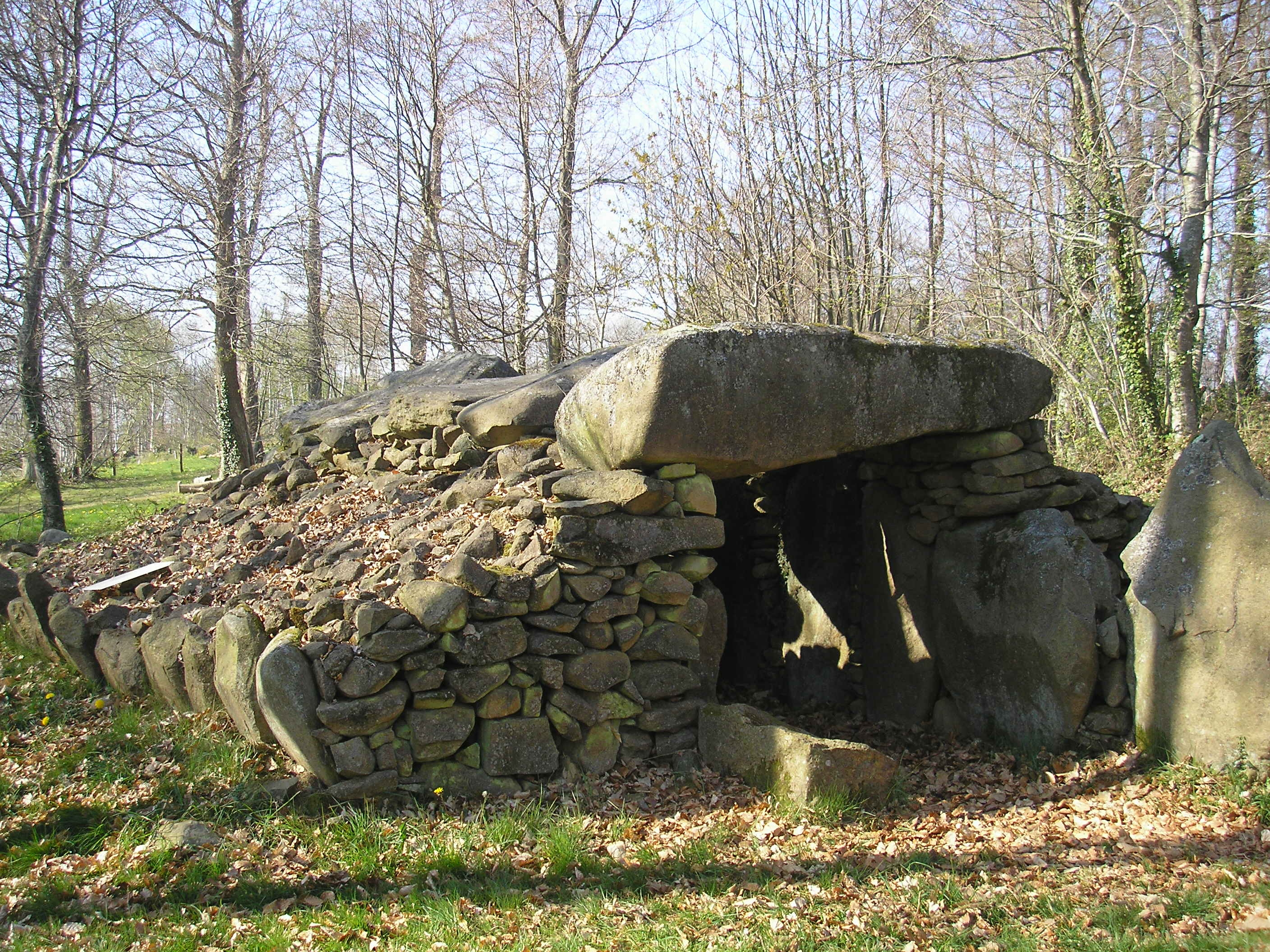
Allée couverte
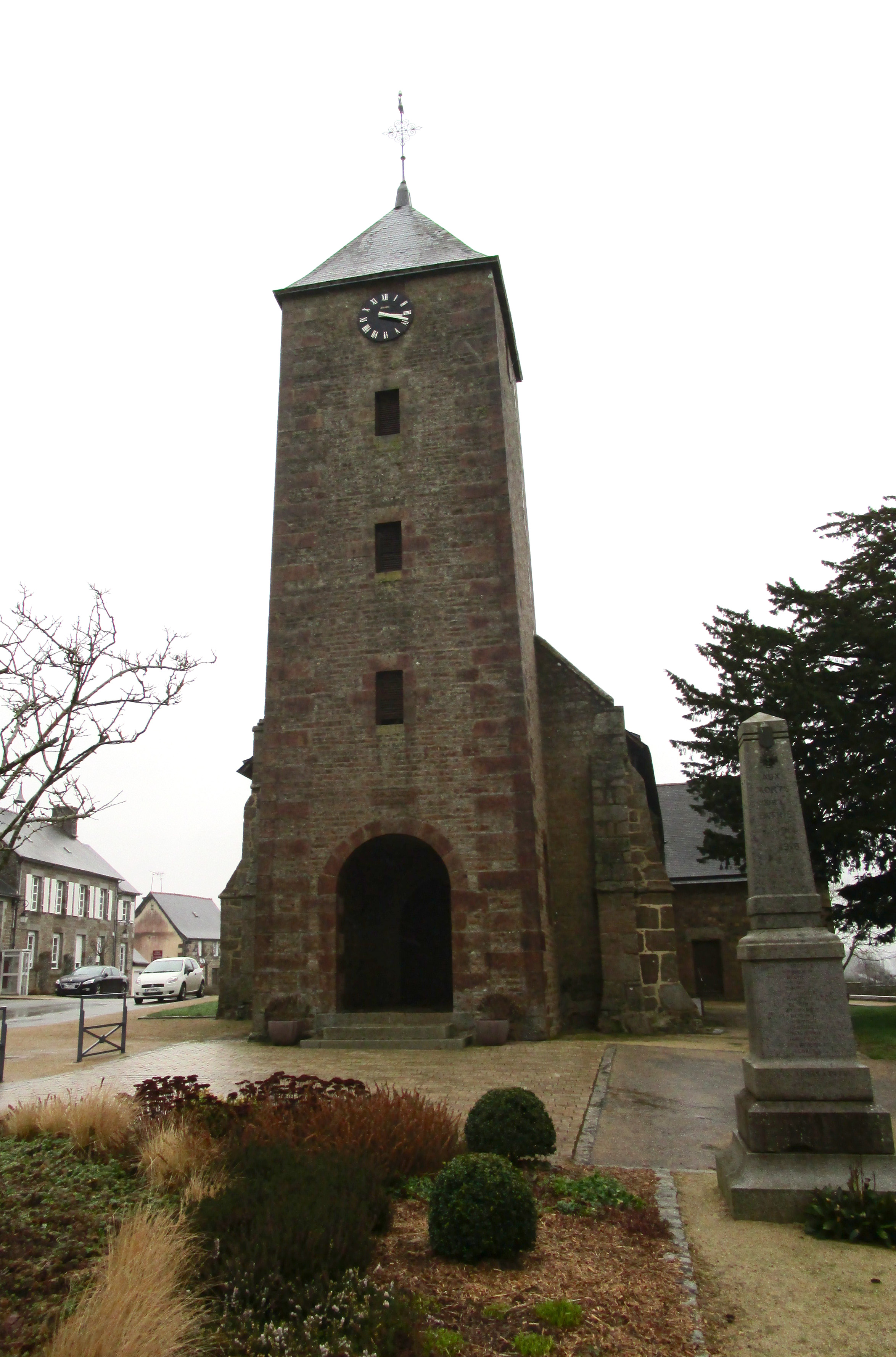
Kirche Saint-Médard
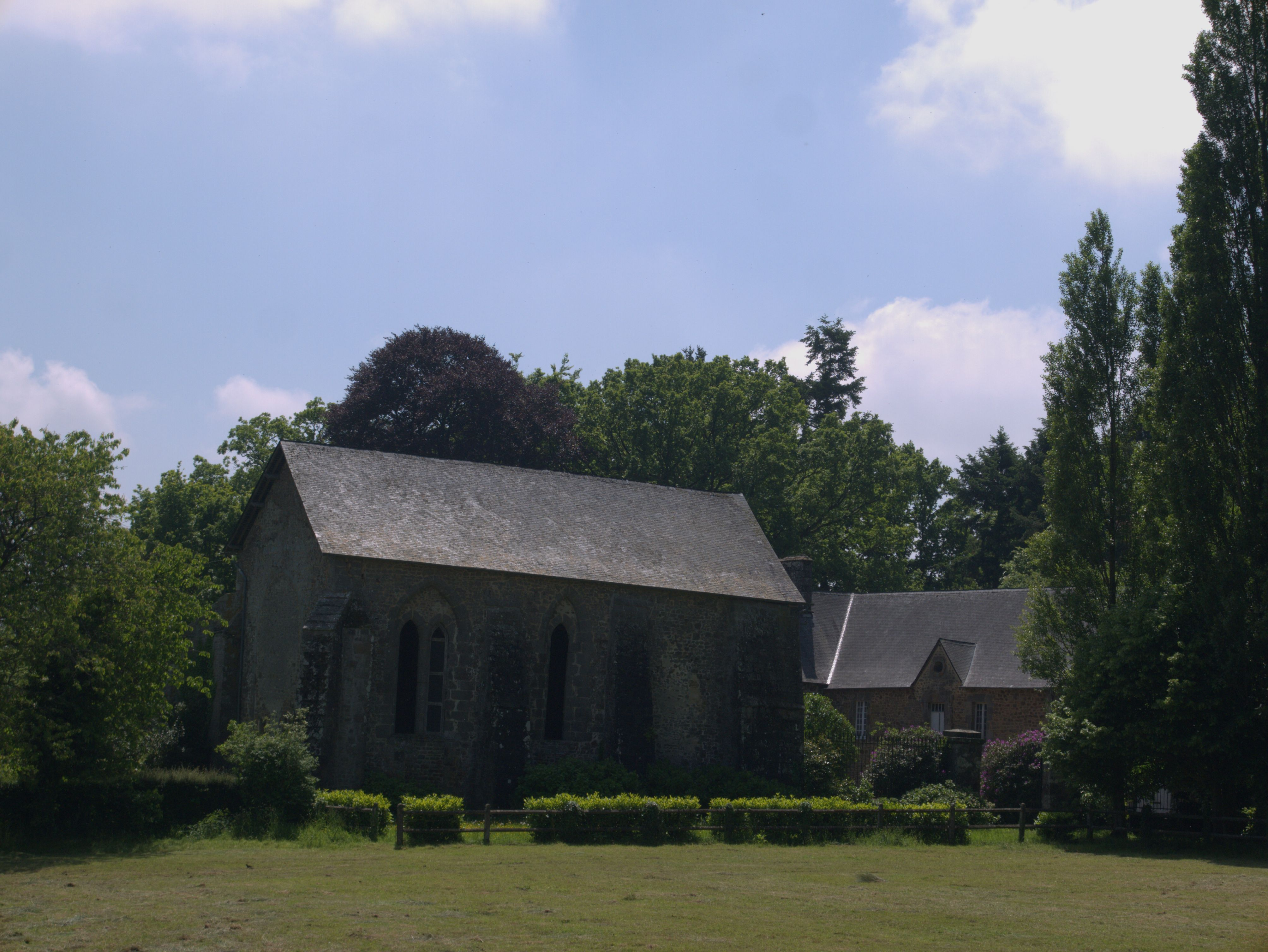
Priorat
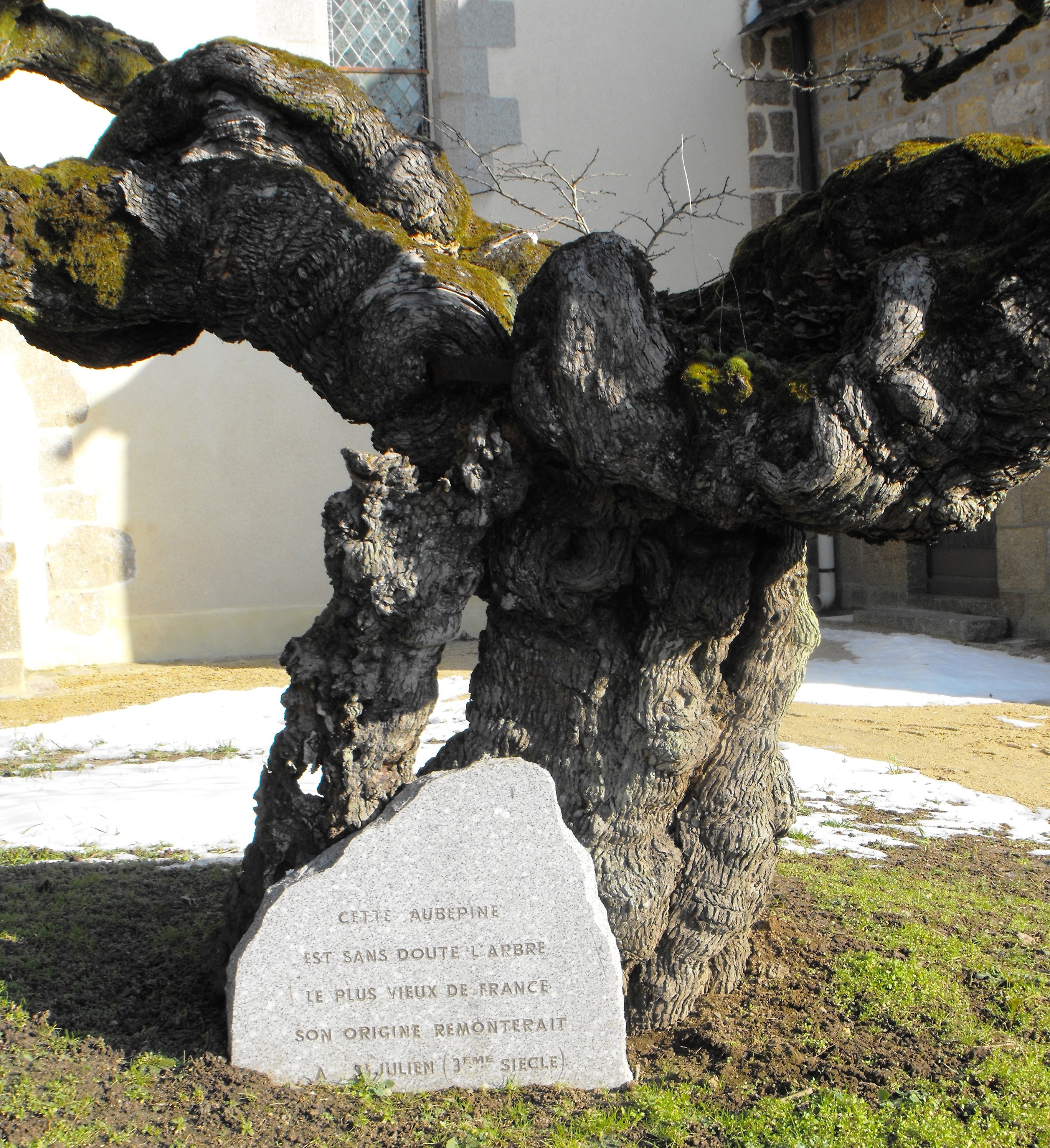
Alter Weißdorn